# 戶田忠次
戶田忠次（1531年—1597年8月6日），日本戰國時代至安土桃山時代的武將。三河國田原（現今田原市田原町）的國人戶田氏支流。父親是戶田光忠。田原戶田家第2代當主。

## 生平
在享祿4年（1531年）出生，家中嫡男。戶田氏由父親光忠的兄長康光以田原城為中心，支配三河灣沿岸。天文16年（1546年），康光背叛今川義元，沒有將松平竹千代（後來的德川家康）護送至駿河國，而將竹千代賣予織田信秀，因此激怒義元。今川氏率軍攻陷田原城，田原戶田氏宗家被攻滅，父親光忠則逃往岡崎。
永祿6年（1563年），在土呂、針崎、佐崎的一向眾徒向德川氏發動一揆時，加入其軍勢。不過因為戶田氏與德川氏有親戚和主從等關係，被懷疑是內通，因此感到怨恨。翌年（1564年），率領2百人的軍勢轉投德川方，謁見德川家康，並加入鎮壓一揆的軍勢。此後，被賜予渥美郡大津（現今豐橋市老津町附近）2千3百石。永祿11年（1568年）12月，參加侵攻遠州。翌年（1569年）正月，參與進攻掛川城。元龜3年（1573年），參加三方原之戰、進攻駿河國田中城。天正12年（1584年），參與小牧長久手之戰。天正18年（1590年），參加小田原征伐。在許多戰事中立下功績。在德川家移封關東地方後，被賜予伊豆國下田城5千石。在豐臣秀吉計畫發動文祿慶長之役（向朝鮮出兵）時，雖然已經年老，前往肥前國名護屋城謁見家康，並請求如果德川軍向朝鮮出陣的話，自薦從軍。在秀吉聽聞此事後，被稱讚為「壯者之龜鑑」（壮者の亀鑑）。
慶長2年（1597年）6月，得知自身年老病衰，已經不適合奉公，於是抱病前往江戶，在謁見家康後，返回伊豆國下田（現今下田市）。在同月23日死去。享年67歲。法名玄雄。繼承人是嫡子尊次。

## 外部連結
- 武家家伝＿戸田氏 （页面存档备份，存于）